# 侯野烽
侯野烽，中华人民共和国政治人物、外交官。1977年，接替赵行志担任中华人民共和国驻伊拉克大使。1984年，由张俊华接任。